# Tragedia na Heysel
Tragedia na Heysel (ang. Heysel Stadium disaster, wł. Strage dell’Heysel, fr. Drame du Heysel) – określenie wydarzeń z 29 maja 1985, na stadionie Heysel w Brukseli. Przed finałowym meczem Pucharu Europy pomiędzy Juventusem a Liverpoolem doszło do starć między angielskimi i włoskimi kibicami, w wyniku których śmierć poniosło 39 osób.
Zamieszki zaczęły się około godziny 19.00. Fani Liverpoolu bez problemu przedarli się przez małe ogrodzenie i zaatakowali kibiców Juventusu. Włoscy kibice zaczęli uciekać, tratując się nawzajem. Część osób została przygnieciona trzymetrową ścianą, która zawaliła się pod naporem tłumu.
Mimo to mecz rozegrano, a Juventus – z Michelem Platinim i Zbigniewem Bońkiem w składzie – wygrał z Liverpoolem 1:0 zdobywając po raz pierwszy Puchar Europy.

## Tło wydarzeń
W latach 80. Liverpool F.C. był jedną z najlepszych drużyn piłkarskich w Europie. W ośmiu sezonach poprzedzających tragedię Liverpool czterokrotnie zdobywał Puchar Europy. W ostatnim finale z 1984 „The Reds” pokonali po rzutach karnych AS Romę. Juventus z kolei był zdobywcą Pucharu Zdobywców Pucharów z 1984. W jego składzie grało wielu piłkarzy złotej kadry Włoch z 1982. Ponadto w „Starej Damie” grali: Zbigniew Boniek oraz Michel Platini – zdobywca Złotej Piłki w 1983, 1984 i 1985. Obie te drużyny miały się spotkać w finale Pucharu Europy w 1985.

### Liverpool – Roma (1984)
W finale Pucharu Europy w 1984 Liverpool F.C. zagrał z AS Roma. Mecz odbywał się na Stadio Olimpico w Rzymie, będącym zarazem stadionem Romy. Faworytami spotkania byli Włosi. Mimo to po zaciętej grze, po podstawowym czasie gry i dogrywce utrzymywał się wynik remisowy – 1:1. W rzutach karnych niespodziewanie zwyciężyli goście (4:2) i to oni na stadionie rywala cieszyli się ze zdobycia tytułu klubowych mistrzów Europy.
Po meczu doszło do awantur i bójek fanów obu drużyn. Kibice „The Reds” zostali zaatakowani przez fanów Romy zaraz po wyjściu ze stadionu, przy użyciu metalowych przedmiotów. Zanim mecz się rozpoczął, kibice Romy ukryli broń w swoich samochodach. Po porażce własnej drużyny ruszyli po ukrytą broń, biorąc brutalny „odwet” na kibicach z Wielkiej Brytanii. Sytuację podsycali sympatycy lokalnego rywala Romy – S.S. Lazio. Zachęcali oni kibiców Liverpoolu do obrony, zaopatrując ich w metalową broń.
Przed meczem z 1985 sugerowano, że angielscy kibice odłożyli na bok podziały klubowe i zapowiedzieli srogi rewanż Włochom za wydarzenia z Rzymu. Według tej plotki do Brukseli mieli wyruszyć nie tylko fani Liverpoolu, ale również grupy pseudokibiców Luton Town, West Ham United, Newcastle United oraz Millwall. Obecnie przyjmuje się, że informacje te nie były prawdziwe.

## Stadion Heysel

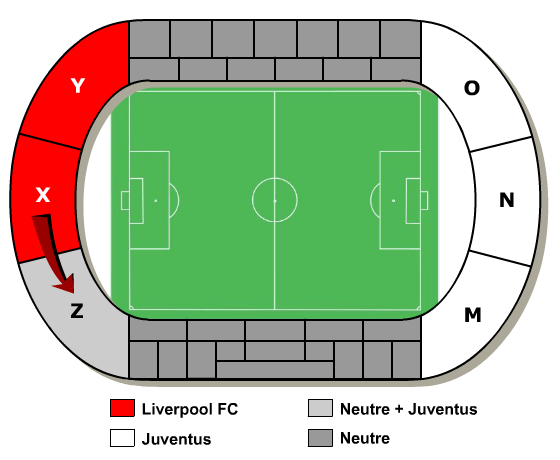
Stadion Heysel z podziałem na sektory

Wybudowany w 1930 stadion Heysel był przestarzałym obiektem i, z perspektywy czasu, nieodpowiednim miejscem do rozegrania meczu finałowego Pucharu Europy. Stadion, obliczony na 60 tysięcy widzów, w 1985 nie spełniał już nowoczesnych norm bezpieczeństwa. Obiekt posiadał małe i ciasne sektory dla kibiców obu drużyn, ponadto brakowało wyjść ewakuacyjnych. Sam stadion był w fatalnym stanie technicznym. Stare mury były słabe i zmurszałe, wymagały natychmiastowego remontu.
Peter Robinson, zastępca kierownika klubu Liverpool F.C., ostrzegał o ryzyku grania tego meczu na Heysel. Jego uwagi i prośby o rozegranie finału na innym stadionie zostały zignorowane przez UEFA.
Widownia została podzielona na trzy części. Kibice przeciwnych drużyn mieli zasiąść na trybunach położonych za bramkami. Dla kibiców angielskich przeznaczono sektory „X” i „Y” znajdujące się po lewej stronie trybuny honorowej, pod tablicą świetlną. Sektory po prawej stronie zarezerwowano dla ponad 10 tysięcy kibiców z Włoch. W sektorze „Z” przylegającym do angielskiego sektora „X” wedle planów organizatorów zasiąść mieli kibice neutralni, głównie Belgowie. Sektory „X” i „Z” oddzielono dwiema wysokimi, metalowymi siatkami rozpiętymi na metalowych słupkach.
Belgowie dużą część kupionych legalnie biletów odsprzedali włoskim imigrantom, stanowiącym duży odsetek w stolicy Belgii. Na dzień przed meczem miejscówki w sektorze „Z” kosztowały kilkadziesiąt razy więcej niż w kasie. Liczba policjantów na stadionie okazała się niewystarczająca, zaś służby porządkowe zlekceważyły duże liczby upojonych alkoholem fanów.

## 29 maja 1985

### Konfrontacja
Około godziny 19.00 czasu lokalnego, na godzinę przed rozpoczęciem spotkania kibice zapełnili stadion Heysel. Atmosfera na trybunach stawała się bardzo napięta. Kibice z sektorów przyległych, oddzieleni od siebie trzymetrową siatką ogrodzenia, zaczęli się obrzucać obraźliwymi epitetami.
O godzinie 19.30, na 45 minut przed zaplanowanym rozpoczęciem meczu, pijani brytyjscy fani z sektorów „X” i „Y” zaczęli rzucać butelkami i kawałkami betonu w kibiców Juventusu, stanowiących większość w sektorze „Z”. Gdy Włosi odpowiedzieli, kibice Liverpoolu zaczęli przedzierać się przez ogrodzenie, które zostało później całkowicie zdemolowane. Pilnowane było ono zaledwie przez kilkunastu belgijskich policjantów. Nie mogli oni powstrzymać uzbrojonych w butelki, kije, kastety i części ogrodzenia angielskich chuliganów.
Kilkunastu kibiców Juventusu próbowało stawiać opór pseudokibicom Liverpoolu, mimo iż ci byli uzbrojeni, ale zdecydowana większość widowni ratowała się paniczną ucieczką, przeskakując ogrodzenie złożone z siatki i murku wysokiego na półtora metra, który oddzielał trybuny od boiska. Inni podejmowali się próby wspinaczki na trzymetrowy mur, stanowiący krawędź trybun. Setki ludzi znalazło się jednak w pułapce. Trzecia fala angielskich chuliganów spowodowała, że pośród stłoczonych pod murem kibiców – w zdecydowanej większości Włochów – zapanowała panika.
Nacisk napierającego tłumu spowodował zawalenie się części betonowej ściany sektora trybuny, bliższej boiska. Runęło też metalowe ogrodzenie. Fragmenty muru przygniotły włoskich kibiców. Inni, uciekający w panice tratowali leżących.
W wyniku tego wydarzenia śmierć poniosło 39 osób, a ponad 600 osób odniosło rany i lżejsze obrażenia.

### Imienna lista zabitych
Wśród ofiar przeważali Włosi – 32 osoby, a także czterech Belgów, dwóch Francuzów oraz jeden kibic z Irlandii Północnej (w nawiasach podany jest wiek ofiar):
1. Rocco Acerra (29)
2. Bruno Balli (50)
3. Alfons Bos (35)
4. Giancarlo Bruschera (21)
5. Andrea Casula (11)
6. Giovanni Casula (44)
7. Nino Cerrullo (24)
8. Willy Chielens (41)
9. Giuseppina Conti (17)
10. Dirk Daeninckx (38)
11. Dionisio Fabbro (51)
12. Jacques François (45)
13. Eugenio Gagliano (35)
14. Francesco Galli (25)
15. Giancarlo Gonnelli (20)
16. Alberto Guarini (21)
17. Giovacchino Landini (50)
18. Roberto Lorentini (31)
19. Barbara Lusci (58)
20. Franco Martelli (46)
21. Loris Messore (28)
22. Gianni Mastrolaco (20)
23. Sergio Bastino Mazzino (38)
24. Luciano Rocco Papaluca (38)
25. Luigi Pidone (31)
26. Bento Pistolato (50)
27. Patrick Radcliffe (38)
28. Domenico Ragazzi (44)
29. Antonio Ragnanese (29)
30. Claude Robert (27)
31. Mario Ronchi (43)
32. Domenico Russo (28)
33. Tarcisio Salvi (49)
34. Gianfranco Sarto (47)
35. Amedeo Giuseppe Spolare (55)
36. Mario Spanu (41)
37. Tarcisio Venturin (23)
38. Jean Michel Walla (32)
39. Claudio Zavaroni (28)

### Akcja ratunkowa
Policja oraz służby porządkowe nie potrafiły zapanować nad widownią. Widzący całą sytuację w sektorze „Z”, fani „Starej Damy” próbowali przedostać się do sektorów zajmowanych przez chuliganów Liverpoolu. Policja poradziła sobie jednak z tymi atakami. Niektóre ofiary zostały przeniesione pod ukrytą część stadionu, ale i tak większość pozostawała na trybunach. Pomocy udzielali przypadkowi lekarze znajdujący się na stadionie, gdyż służb medycznych było zbyt mało. Po półgodzinie wokół stadionu ustawiono namioty polowe w których udzielano pomocy lżej rannym, zaś ciężej poszkodowani zostali przewiezieni do brukselskich szpitali karetkami i helikopterami.
Finałowy mecz pokazywało około 60 stacji telewizyjnych, wśród nich między innymi Telewizja Polska. Widzowie mogli obejrzeć wstrząsające obrazy z Heysel.
Dopiero po prawie dwóch godzinach policja zdołała zaprowadzić porządek. Gdy sytuacja została całkowicie opanowana, na murawę boiska wyszli kapitanowie obu drużyn i zapowiedzieli wznowienie meczu. Nalegała na to zwłaszcza belgijska policja obawiająca się rozszerzenia zamieszek poza teren stadionu.

## Juventus – Liverpool
Mecz, który rozpoczął się dopiero około godziny 21.40, był bardzo wyrównany – obie drużyny zażarcie się broniły, stwarzając tylko kilka sytuacji podbramkowych. Jedyna bramka padła w 58. minucie spotkania, gdy kilka metrów przed polem karnym przewrócił się Zbigniew Boniek, co nie przeszkodziło sędziemu podyktować rzutu karnego, którego na gola zamienił Platini. Po meczu przepraszał za radość po zdobytym golu, tłumacząc się, że nie wiedział o liczbie ofiar.

Po meczu kilku włoskich piłkarzy wykonało rundę honorową. Prezydent UEFA Jacques Georges wręczył drużynie Juventusu puchar. To wtedy francuski piłkarz Juve, Michel Platini wypowiedział słowa: 

Puchar odebraliśmy w szatni. To nie była moja wizja futbolu.

## Raport i składy
| 29 maja 1985 20:15 UTC+2 | Juventus F.C. · Platini 58' (k.) | 1:0(0:0)Raport | Liverpool F.C.     | Stadion Heysel, Bruksela Widzów: 59 000 Sędzia: André Daina (Szwajcaria) |
|                          |                                  |                | kartki: · Wark 38' |                                                                          |

| Juventus | Liverpool |

| BR                  | 1  | Stefano Tacconi       |
| OB                  | 2  | Luciano Favero        |
| OB                  | 3  | Antonio Cabrini       |
| OB                  | 4  | Sergio Brio           |
| OB                  | 5  | Gaetano Scirea        |
| PO                  | 6  | Massimo Bonini        |
| PO                  | 7  | Michel Platini        |
| PO                  | 8  | Marco Tardelli        |
| NA                  | 9  | Massimo Briaschi 84'  |
| NA                  | 10 | Paolo Rossi 89'       |
| PO                  | 11 | Zbigniew Boniek       |
| Rezerwowi:          |    |                       |
| BR                  | 12 | Luciano Bodini        |
| OB                  | 13 | Nicola Caricola       |
| NA                  | 14 | Cesare Prandelli 84'  |
| PO                  | 15 | Bruno Limido          |
| PO                  | 16 | Benimiano Vignola 89' |
| Trener:             |    |                       |
| Giovanni Trapattoni |    |                       |

|            |    |                    |  |
|            |    |                    |  |
| BR         | 1  | Bruce Grobbelaar   |  |
| OB         | 2  | Phil Neal          |  |
| OB         | 3  | Jim Beglin         |  |
| OB         | 4  | Mark Lawrenson 3'  |  |
| PO         | 5  | Steve Nicol        |  |
| OB         | 6  | Alan Hansen        |  |
| NA         | 7  | Kenny Dalglish     |  |
| PO         | 8  | Ronnie Whelan      |  |
| NA         | 9  | Ian Rush           |  |
| PO         | 10 | Paul Walsh 46'     |  |
| PO         | 11 | John Wark 38'      |  |
| Rezerwowi: |    |                    |  |
| OB         | 12 | Gary Gillespie 3'  |  |
| BR         | 13 | Chris Pile         |  |
| NA         | 14 | Craig Johnston 46' |  |
| PO         | 15 | Jan Mølby          |  |
| PO         | 16 | Sammy Lee          |  |
| Trener:    |    |                    |  |
| Joe Fagan  |    |                    |  |

## Po meczu
Wieczorem premier Włoch Bettino Craxi, przebywający z oficjalną wizytą w Moskwie, zatelefonował do premiera Belgii Wilfrieda Martensa z protestem przeciw rozegraniu meczu.
Jednocześnie na całym świecie zapanowała żałoba i oburzenie. Gazety nie szczędziły ostrych słów potępienia zarówno angielskim kibicom, jak i organizatorom. Rzymska gazeta La Repubblica swój artykuł zatytułowała „Masakra na stadionie”, natomiast Daily Mirror: „Dzień, w którym futbol umarł”. We Włoszech cała złość, znalazła ujście w atakach na brytyjską ambasadę i inne placówki Wielkiej Brytanii.
W kilkanaście dni od wydarzeń z Brukseli, prezes Liverpoolu John Smith ogłosił, że klub nie weźmie udziału rozgrywkach Pucharu UEFA w 1986. Zaledwie kilka godzin po tym oświadczeniu Angielski Związek Piłki Nożnej pod naciskiem premier Margaret Thatcher ogłosił, że angielskie kluby zostają wykluczone na najbliższy rok z europejskich rozgrywek. W dwa dni później UEFA oznajmiła, że kluby z Anglii zostają wykluczone z rozgrywek na czas nieokreślony.
Rząd Margaret Thatcher przeznaczył 317 500 dolarów na specjalny fundusz pomocy rodzinom ofiar i rannych.

### Los stadionu
Po wydarzeniach z 1985, na stadionie Heysel odbywały się głównie zawody lekkoatletyczne. W 1995 stadion został zburzony. Na jego fundamentach został wybudowany nowoczesny stadion Króla Baudouina I, mogący pomieścić 50 000 widzów. W 1996 na stadionie rozegrano pierwszy towarzyski mecz pomiędzy reprezentacjami: Belgii i Niemiec. 8 maja 1996 na nowym Heysel odbył się finał Pucharu Zdobywców Pucharów w którym to Paris Saint–Germain pokonało Rapid Wiedeń 1:0.

### Piłkarze o tragedii
Przed spotkaniem Juventusu z Liverpoolem w ćwierćfinale Ligi Mistrzów 2005, były piłkarz i uczestnik finału z 1985 Zbigniew Boniek powiedział: 

Proszę nie wierzyć nikomu, kto mówi, że w tym całym zamieszaniu trudno było zorientować się dokładnie, co się stało. Wiedzieliśmy, na 99,9 procent, co się wydarzyło: śmierć, powaga sytuacji, wybuchowa atmosfera wisiały nad stadionem. Powtarzam, wiedzieliśmy wszystko. Nie chcieliśmy grać, ani Liverpool. UEFA nam nakazała. Powiedziano, że jeśli nie wyjdziemy na boisko, sytuacja jeszcze się pogorszy. Telefonów komórkowych jeszcze wtedy nie było i wielu fanów Juventusu nie wiedziało, ilu ludzi zginęło w sektorze „Z”. Człowiek z UEFA powiedział mi – jeśli odmówicie gry, oni się o tym dowiedzą.

Były pomocnik Juventusu, Francuz Michel Platini, który strzelił gola z karnego, podyktowanego przez sędziego w wątpliwej sytuacji odmiennie niż Zbigniew Boniek mówi, że piłkarze nie zdawali sobie sprawy z tragedii. Według niego piłkarze dowiedzieli się o wszystkim później: 

Drużyny były w swych szatniach, gdy powiedzieli nam, że rozpoczęcie meczu będzie opóźnione. O rozmiarach tragedii dowiedzieliśmy się z gazet, następnego dnia. Jednak ten wieczór nie miał nic wspólnego z futbolem. Puchar musieli nam przynieść do szatni. Nigdy tam nie wróciłem i wolałbym nie rozmawiać o Heysel. Muszę wyznać, że nie byłbym w stanie, zarówno psychicznie jak fizycznie powrócić tam znowu.

Legenda Liverpoolu Kenny Dalglish: 

Nie mogę rozgrzeszać fanów Liverpoolu za to co zrobili (...).

 Dalglish przyznał, że dowiedział się dokładnie co się stało na stadionie, dopiero następnego dnia rano: 

Opuszczając hotel widzieliśmy włoskich fanów, niektórzy płakali, niektórzy byli wściekli i uderzali pięściami w nasz autobus. Nie dziwię się przecież właśnie zmarło ich 39 przyjaciół. Potrzebowaliśmy dużo policji, żeby się wydostać z hotelu. Pamiętam jednego mężczyznę który przyłożył swoją twarz do okna, dokładnie tam gdzie ja siedziałem i zaczął płakać. Było mi bardzo głupio. Chodzimy na mecze, żeby oglądać piłkę nożną, a nie żeby patrzeć jak ludzie giną. Piłka nożna nie jest aż tak ważna. Żaden najlepszy mecz nie jest tego wart.

## Konsekwencje
Rozpowszechnione w latach 80. XX wieku zjawisko chuligaństwa wśród kibiców angielskich drużyn, w tym reprezentacji narodowej oraz bezpośrednio jego kulminacja w postaci tragedii na stadionie Heysel wywołały ostatecznie reakcję UEFA w formie bezterminowego wykluczenia angielskich klubów z europejskich rozgrywek pucharowych. Zakaz nie objął drużyny narodowej. W rezultacie angielskie drużyny klubowe przez pięć lat (Liverpool przez sześć) nie występowały w tych rozgrywkach. Był to dodatkowy cios dla angielskiego futbolu klubowego, borykającego się z powszechnym zjawiskiem chuliganizmu również na własnych stadionach. Z najsilniejszej wówczas ligi świata odeszło (także czasowo) wielu świetnych piłkarzy, zasilając m.in. szeregi drużyn włoskich i hiszpańskich, w tym Ian Rush, Garry Lineker czy Mark Hughes. Angielskie kluby po zakazie musiały długo odbudowywać swą pozycję w Europie.
Z  powodu zakazu w 1985 nie wyłoniono zwycięzcy Superpucharu Europy. Zwycięzca Pucharu Europy, którym był Juventus miał zmierzyć się z triumfatorem Pucharu Zdobywców Pucharów – Evertonem, którego obowiązywał już zakaz gry nałożony przez UEFA.
W ciągu pięciu lat 16 drużyn z Wysp Brytyjskich straciło możliwość gry w rozgrywkach: Pucharu Europy, Pucharu UEFA oraz Pucharu Zdobywców Pucharów. 

### Lista klubów, które nie wystąpiły w europejskich pucharach
| Klub                | Puchar Europy             | Puchar UEFA               | Puchar Zdobywców Pucharów |
| ------------------- | ------------------------- | ------------------------- | ------------------------- |
| Everton             | 1985–86, 1987–88          | 1988–89                   | 1986–87                   |
| Liverpool           | 1986–87, 1988–89, 1990–91 | 1985–86, 1987–88          | 1989–90                   |
| Arsenal             | 1989–90                   | 1987–88                   |                           |
| Norwich City        |                           | 1985–86, 1987–88, 1989–90 |                           |
| Tottenham Hotspur   |                           | 1985–86, 1987–88          |                           |
| Southampton         |                           | 1985–86                   |                           |
| Manchester United   |                           | 1986–87, 1988–89          | 1985–86                   |
| West Ham United     |                           | 1986–87                   |                           |
| Sheffield Wednesday |                           | 1986–87                   |                           |
| Oxford United       |                           | 1986–87                   |                           |
| Nottingham Forest   |                           | 1988–89, 1989–90          |                           |
| Luton Town          |                           | 1988–89                   |                           |
| Queens Park Rangers |                           | 1988–89                   |                           |
| Derby County        |                           | 1989–90                   |                           |
| Coventry City       |                           |                           | 1987–88                   |
| Wimbledon           |                           |                           | 1988–89                   |

## Upamiętnienie

### Euro 2000
Podczas Euro 2000 reprezentacja narodowa Włoch, w której znalazło się 7 graczy Juventusu, dwa swoje mecze rozegrała na stadionie króla Baudouina I. Pojedynki z 14 czerwca z Belgią (2:0) oraz ćwierćfinał rozegrany 24 czerwca z Rumunią (2:0) zostały rozegrane w podniosłej atmosferze. Przed każdym z tych pojedynków piłkarze obu drużyn uczcili pamięć ofiar minutą ciszy, zaś po meczu Włosi złożyli kwiaty pod tablicą pamiątkową.

### Liga Mistrzów UEFA 2004/2005

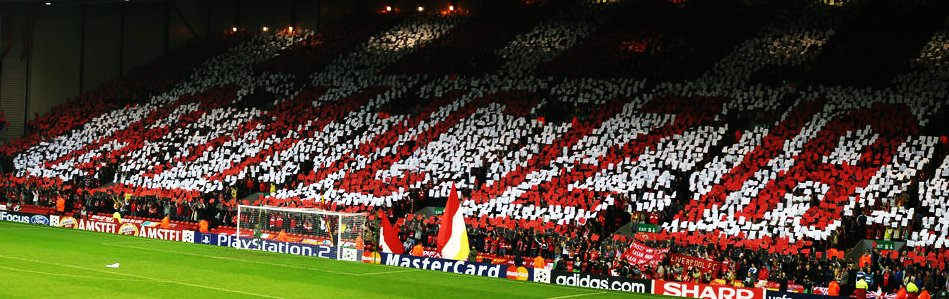
5 kwietnia 2005. The Kop przed meczem Liverpool – Juventus

W 2005, 20 lat po tragedii na Heysel, obie drużyny: Juventus F.C. i Liverpool F.C. spotkały się w ćwierćfinale rozgrywek Ligi Mistrzów. Był to pierwszy mecz tych klubów od czasu pamiętnego finału Pucharu Europy. 5 kwietnia 2005 na stadionie Liverpoolu – Anfield rozegrano pierwszy mecz, który miał szczególną oprawę. Obie jedenastki na murawę wprowadzili byli piłkarze obu klubów: Michel Platini i Ian Rush – uczestnicy finałowego meczu na Heysel. Nieśli oni transparent na którym widniały herby klubów oraz hasło: „In Memory And Friendship”. Piłkarze zaś uczcili pamięć ofiar meczu na Heysel minutą ciszy podczas to której angielscy fani z kartonów utworzyli na trybunie The Kop napis: „Amicizia” (wł. „Przyjaźń”).
Reakcje fanów Juventusu na ten gest były bardzo różne i skrajne – większość kibiców oklaskiwało gest Anglików, lecz byli również tacy którzy odwrócili się plecami, mając w pamięci chwile z 1985.

### Pomnik
W 20. rocznicę tragedii z 29 maja 1985, obok przebudowanego od fundamentów Heysel w Brukseli, noszącego obecnie imię króla Baudouina I, stanął pomnik pamięci 39 ofiar.
Pomnik przyjął kształt zegara słonecznego, o powierzchni 60 m². Monument z nierdzewnej stali został wykonany przez Francuza Patricka Rimoux’a. Na pomniku wyryte są słowa poematu angielskiego pisarza i poety Wystana Hugh Audena – „Funeral Blues”. Utwór ten wyraża smutek trzech narodów: włoskiego, francuskiego i belgijskiego.